# Jobst Böning
Jobst August-Ludwig Böning (* 31. Oktober 1939 in Steinberg, Landkreis Arnswalde) ist ein deutscher Psychiater. Er ist emeritierter Professor der Psychiatrie in Würzburg. Sein zentrales Arbeits- und Forschungsgebiet ist Sucht in all ihren Formen.

## Leben
Jobst Böning begann an der Rheinischen Friedrich-Wilhelms-Universität Bonn Medizin zu studieren. 1961 wurde er im (damals zusammengelegten) Corps Saxonia Jena et Bonn zu Bonn aktiv. Als Inaktiver wechselte er an die Universität Wien und die Julius-Maximilians-Universität Würzburg. 1969 wurde er in Würzburg zum Dr. med. promoviert. Seit 1970 an der Psychiatrischen Universitätsklinik Würzburg, habilitierte er sich 1975. Ab 1980 war er C3-Professor für Psychiatrie und leitender Oberarzt der Klinik und Poliklinik für Psychiatrie und Psychotherapie. Von 1994 bis 2003 war er Vizepräsident der Universität Würzburg. Der psychiatrische Lehrstuhl wurde 2001 in eine Professur für Suchtforschung umgewidmet. Böning bekleidete sie bis zur Pensionierung im März 2005. 
Schwerpunkt von Bönings Forschung war die Abhängigkeit (Medizin), d. h. die Anthropologie, Psychopathologie und Neurobiologie süchtigen Verhaltens. In der Würzburger Psychiatrie baute er ab 1990 die Klinische Suchtmedizin auf. Er integrierte sie in eine interdisziplinäre Suchtforschungskonzeption mit jährlichen Fort- und Weiterbildungsveranstaltungen. Mit anderen legte er den Grundstock der 1997 eingerichteten Suchtberatungsstelle der Universität Würzburg. Im Jahr 2000 gründete er das Interdisziplinäre Zentrum für Suchtforschung an der Universität Würzburg (IZSW). Er leitete es bis zur Pensionierung und ist seither im Beirat tätig.

## Ehrungen
- Verdienstorden der Bundesrepublik Deutschland, Verdienstkreuz am Bande (2006)
- Medaille Bene Merenti in Gold der Julius-Maximilians-Universität (2005)